# 10,5-cm-Leichtgeschütz 42
Das 10,5-cm-Leichtgeschütz 42 (kurz LG 42) war ein rückstoßfreies Geschütz der Wehrmacht im Zweiten Weltkrieg.

## Geschichte

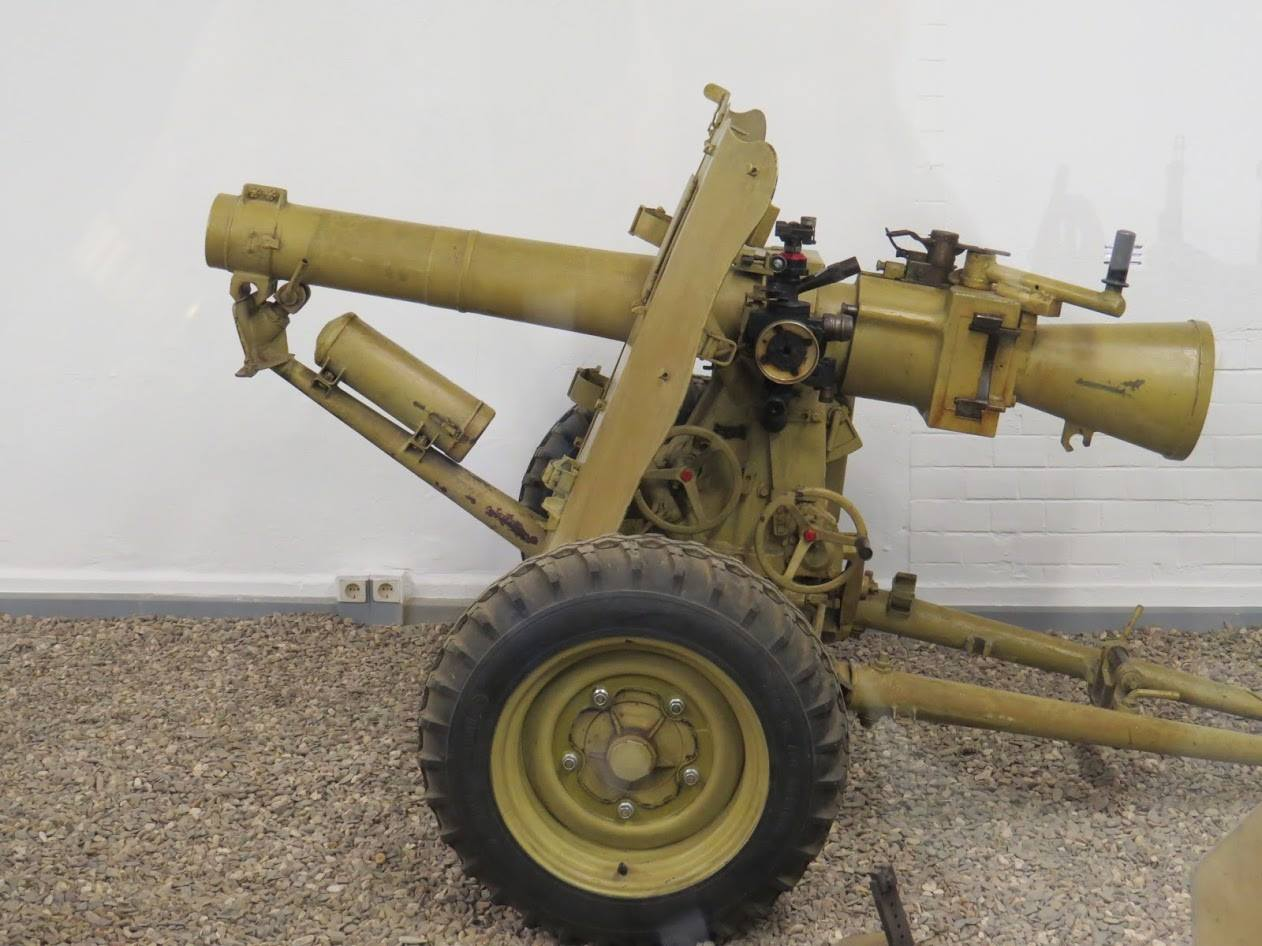
10,5-cm LG 42/1 in der WTS Koblenz

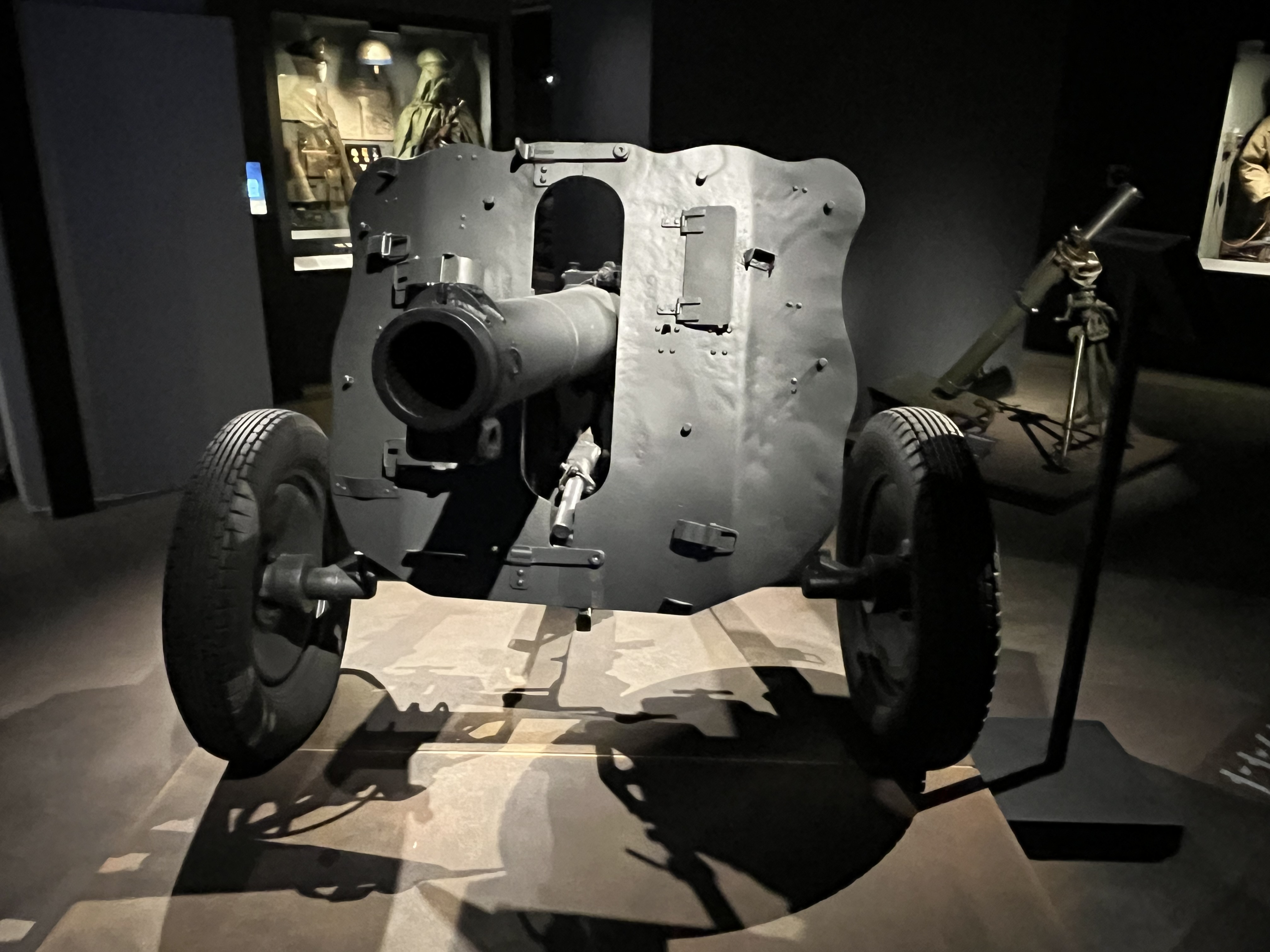
LG 42/1 im Armee Museum Zizkov / Prag

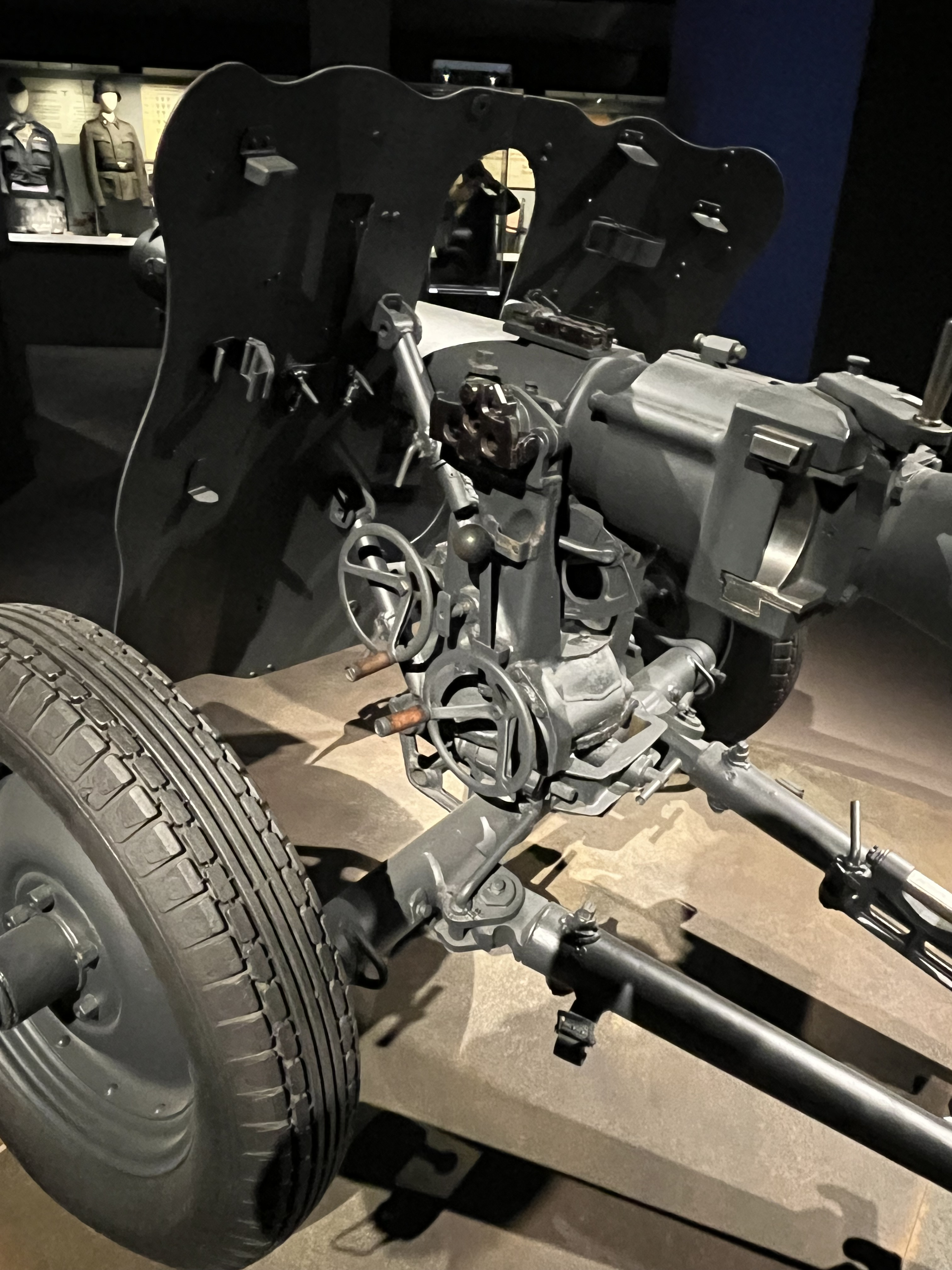
LG 42/1 im Armee Museum Zizkov / Prag / Seite des Richtschützen

Die Geschichte der „Düsengeschütze“ begann vor dem Zweiten Weltkrieg durch den Wunsch nach einem rückstoßfreien und auch nach einem besonders leichten Geschütz für die Fallschirmtruppe. Die beiden in der Entwicklung von Geschützen besonders erfahrenen Unternehmen Krupp in Essen und Rheinmetall in Düsseldorf wurden von der Wehrmacht hierfür herangezogen. Diese Waffen wurden dann im Weiteren als Leichtgeschütze bezeichnet.
Dadurch, dass zwei Firmen, zwei unterschiedliche Geschütze basierend auf dem gleichen Entwicklungsauftrag entwickelten und beide später mit der Fertigung beauftragt wurden, ergeben sich in der Nachkriegsliteratur viele Missverständnisse und Ungenauigkeiten.
Etwa zeitgleich mit der Entwicklung der 7,5-cm-Leichtgeschütze begann die Arbeit an verschiedenen Versionen eine entsprechenden Waffe im Kaliber 10,5 cm. Erste Entwürfe, das 10,5-cm-LG 540 Rh und das 10,5-cm-LG 550 Kp mit hohen Mündungsgeschwindigkeiten wurden abgelehnt. Man einigte sich auf Geschütze mit einer Mündungsgeschwindigkeit von 350 m/s, den 10,5-cm-LG 350 Rh und 10,5-cm-LG 350 Kp. Ein wichtiger und erwähnenswerter Unterschied war, dass der Rheinmetall-Entwurf eine Patronen-Munition vorsah, während Krupp von vorneherein mit Geschoss und Hülsenkartusche arbeitete.
Von diesem Zeitpunkt an wurden die Geschütze, zur Abgrenzung gegenüber dem Kaliber 7,5-cm, als 10,5-cm-Leichtgeschütz 2 (Rh oder Kp dahinter).
Nachdem Krupp den gesamten Auftrag über 100 Geschütze bereits am 30. April 1941 ausgeliefert hatte, zeigte sich im direkten Vergleich, dass die Rohre der Krupp-Geschütze denen von Rheinmetall (110 Geschütze waren bestellt / 60 ausgeliefert) überlegen waren. Woraufhin der Chef des Waffenamtes nach einer Besprechung am 27. April 1941 anordnete alle Geschütze mit den Rohren von Krupp auszustatten.
Die ersten gelieferten Geschütze von Rheinmetall gingen zur Umrüstung auf das Krupp Rohr zurück ans Werk und wurden erst beginnend Januar 1942 bis zum Oktober 1943 sukzessive ausgeliefert. Diese Maßnahme ging mit einer Umbenennung der Geschütze einher, von nun an gab es das 10,5-cm-Leichtgeschütz 40, gebaut von Krupp und das 10,5-cm-Leichtgeschütz 42, gebaut von Rheinmetall.
| LG 42  | Januar 1942 | Februar 1942 | März 1942 | April 1942 | Februar 1943 | März 1943 | Mai 1943 | Juni 1943 | Oktober 1943 |
| Anzahl | 9 St.       | 4 St.        | 22 St.    | 30 St.     | 29 St.       | 28 St.    | 24 St.   | 3 St.     | 20 St.       |

Die Materialnot der späteren Kriegsjahre führte zu einer weiteren Änderung. Bisher waren viele der Bauteile mit Leichtmetallen gefertigt worden, doch für einen weiteren Fertigungsauftrag der auf einen Befehl von Hitler am 3. November 1943 zurückzuführen war und 200 neue Geschütze für neu aufzustellende Fallschirmjäger Divisionen von beiden Firmen forderte, mussten leichtmetallfreie Geschütze konstruiert werden. Diese erhielten die Folgenummern 10,5-cm-Leichtgeschütz 40/2 und 10,5-cm-Leichtgeschütz 42/1. In welcher Ausführung oder ob beide Ausführungen gebaut wurden, kann den Unterlagen nicht entnommen werden.
Die beiden Geschütze sind anhand von einigen charakteristischen Merkmalen erkennbar, das Rohr des LG 42/1 wurde gekürzt, um Gewicht einzusparen, die Waffe wurde mit einem waagerechten Flachkeilverschluss versehen, während beim LG 40/2 der Verschluss nach unten rechts abgeklappt wurde, optisch auffällig auch der massive Kastenholm der hinteren Lafette beim LG 40/2, während das Rheinmetall Modell optisch ein Stahlrohr-Dreibein darstellt.
Die Serienfertigung lief dann bei den Dürkoppwerken in Bielefeld.
Die Lebensdauer eines Rohres, das 14,74 oder 14,81 Kilogramm schwere Geschosse verschoss, betrug ungefähr 10.000 Schuss.
Hinweis: Immer wieder taucht in der Literatur das Geschütz 10,5-cm-Leichtgeschütz 42/2 auf, da es jedoch vom nicht wie beim Krupp Geschütz eine Variante 40/1 gegeben hat, wurde für die leichtmetallfreie Variante die Nummer 42/1 vergeben, wie zuvor beschrieben.
In einigen Fachbüchern wird auch eine Variante erwähnt und mit einem retouchierten Foto belegt, die von den Alliierten als Leichtgeschütz 43 bezeichnet wurde. Bisher konnte in den deutschen Originalunterlagen kein Nachweis für die Existenz einer weiteren Variante gefunden werden. Ob es sich um ein einzelnes Geschütz mit einer Truppenmodifikation oder schlicht einen Fehler handelt ist bisher ungeklärt. Das unretouchierte Originalfoto zeigt auf diesem Geschütz das Herstellerjahr 1941.

## Einsatz
Es wurde an Fallschirmjäger- und Gebirgsjägerdivisionen ausgegeben. Unter anderem waren die leichten Artillerieabteilungen (mot.) 423, 424, 426, 429 und 430 mit Leichtgeschützen ausgestattet.
Das Leichtgeschütz 42 wurde nach der Umrohrung ab Anfang 1942 bei der Fallschirmtruppe eingeführt und war in vier Lasten zerlegbar, die per Fallschirmabwurf und in Lastenseglern zum Einsatzziel gebracht werden konnten. Innerhalb von zwei Minuten wurden sie dann zum feuerbereiten Geschütz zusammengebaut. Ein großer Nachteil der Leichtgeschütze zeigte sich in dem nach hinten auftretende Gasstrahl, der die Kanoniere gefährdete und dem Gegner die Stellung verriet. Auch die große Staubwolke beim Abschuss war hinderlich und nicht zu verbergen, doch unvermeidbar. Das Leuchten des Gasstrahls wurde später durch Zusätze zum Treibladungspulver unterbunden.
Nach den hohen Verlusten beim Unternehmen Merkur, kamen die Fallschirmjäger anfänglich als Elite-Infanterie in den Brennpunkten der Fronten zum Einsatz. Folgende Verbände könnten Leichtgeschütze erhalten haben: das Fallschirm-Artillerie-Regiment (FAR) 1 kämpfte Abwehrkämpfe von Sizilien an durch ganz Italien bis nach Südtirol; das FAR 2 kämpfte aufgestellt 1943 in Italien, Russland, Frankreich, den Niederlanden, am Niederrhein und im Ruhrgebiet; das FAR 3 aufgestellt 1943 in Frankreich kämpfte in Frankreich, im Rheinland, der Eifel und Westerwald; das FAR 4 kämpfte in Frankreich; das FAR 5 kämpfte in der Normandie, den Ardennen; FAR 6 war 1944 in Frankreich in Aufstellung und kämpfte später nach Neuaufstellung des Verbandes am Niederrhein und in der Festung Holland; das FAR 7 wurde Ende 1944 in Holland aufgestellt und kämpfe dort, am Niederrhein und in Nordwestdeutschland.
Auch im Gebirge oder bei Schnee konnte das Leichtgeschütz 42 transportiert werden. Dazu wurde dieses auf den Heeresschlitten (Hs. 3), welcher ab 1942 zur Verfügung stand, verlastet. Alternativ zu dem Schlitten wurden sogenannte Schneekufen bereitgestellt. Diese bestanden aus zwei Radkufen und einer Spornkufe. Zeitgleich zum Transport konnten die Kufen auch als Schießunterlage für das Geschütz genutzt werden. Oftmals wurden diese Kufen, durch zur Verfügung gestellter Zeichnungen, selbst angefertigt. Gezogen wurde das Geschütz dann durch die Soldaten selber.

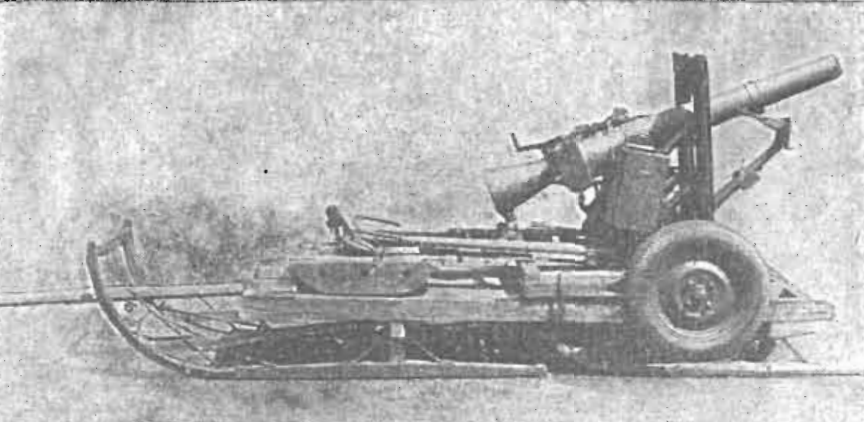
Das Leichtgeschütz 42 auf dem Hs. 3
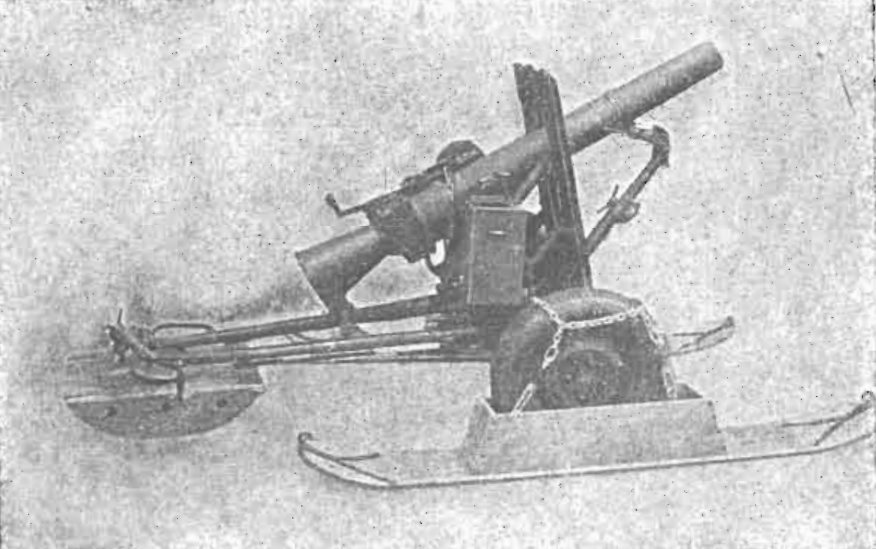
Das Leichtgeschütz auf Schneekufen

## Museale Rezeption
In der Wehrtechnischen Studiensammlung Koblenz ist ein Leichtgeschütz 42 ausgestellt.